# Elvers Peak
Elvers Peak är en bergstopp i Antarktis. Den ligger i Västantarktis. Chile gör anspråk på området. Toppen på Elvers Peak är 1 615 meter över havet.
Terrängen runt Elvers Peak är kuperad åt nordost, men åt sydväst är den platt. Trakten är obefolkad. Det finns inga samhällen i närheten.